# Semi Ajayi
Oluwasemilogo Adesewo Ibidapo Ajayi (ur. 9 listopada 1993 w Crayford) – nigeryjski piłkarz angielskiego pochodzenia, występujący na pozycji obrońcy w angielskim klubie West Bromwich Albion oraz w reprezentacji Nigerii. 
Wychowanek Charlton Athletic, w trakcie swojej kariery grał także w takich zespołach jak Dartford, Arsenal, Cardiff City, AFC Wimbledon, Crewe Alexandra oraz Rotherham United.